# ریو نوجیما
ریو نوجیما (انگلیسی: Ryo Nojima؛ زادهٔ ۵ اکتبر ۱۹۷۹) بازیکن فوتبال اهل ژاپن است.